# اتکیر یوسفوف
اتکیر یوسوپوف (ازبکی: Oʻtkir Yusupov؛ زادهٔ ۴ ژانویهٔ ۱۹۹۱) بازیکن فوتبال اهل ازبکستان است که در پست دروازه‌بان برای باشگاه فوتبال فولاد خوزستان بازی میکند.

## آمار ملی

### بازی‌های ملی
تا تاریخ ۲۵ ژوئیه ۲۰۲۴
| ازبکستان | ازبکستان | ازبکستان |
| سال      | بازی     | گل       |
| -------- | -------- | -------- |
| ۲۰۱۸     | ۱        | ۰        |
| ۲۰۱۹     | ۰        | ۰        |
| ۲۰۲۰     | ۰        | ۰        |
| ۲۰۲۱     | ۱        | ۰        |
| ۲۰۲۲     | ۹        | ۰        |
| ۲۰۲۳     | ۱۱       | ۰        |
| ۲۰۲۴     | ۹        | ۰        |
| مجموع    | ۳۱       | ۰        |